# Álarcos bíbic
Az álarcos bíbic (Vanellus miles) a madarak osztályának lilealakúak (Charadriiformes) rendjébe, ezen belül a lilefélék (Charadriidae) családjába tartozó faj.

## Rendszerezése
A fajt Pieter Boddaert holland ornitológus írta le 1783-ban, a Tringa nembe Tringa miles néven. Sorolják a Hoplopterus nembe Hoplopterus miles néven is.

## Alfajai
- Vanellus miles miles - teljesen fehér nyakú, nagy, sárga „szakálla” van
- Vanellus miles novaehollandiae - fekete-csíkos nyakú, kisebb a „szakálla”

## Előfordulása
Ausztrália, Indonézia és Pápua Új-Guinea területén fészkel, a Karácsony-szigetekre, Szingapúrba és Kelet-Timorra is eljut. Az 1930-as években önmagától – emberi beavatkozás nélkül – meghonosodott Új-Zéland szigetein is.
Természetes élőhelyei a mocsarak és édesvizű tavak, valamint legelők, szántóföldek és városi régiók. Állandó, nem vonuló faj.

## Megjelenése
Testhossza 37 centiméter, szárnyfesztávolsága 75–85 centiméter, testtömege 230-400 gramm. Szárnyai barna színűek, feje teteje és tarkója fekete színű. Torka és hasa fehér. Arcán egy sárga bőrfüggelék található.Szárnyhajlásán éles tüskét visel. 
Madarakkal szemben tüskés szárnyát mint fegyverét használja, mikor hirtelen ellenségére ront és azon van, hogy szárnycsapásaival ártson neki.
Tüskéivel kétségtelenül érzékeny sebet ejthet rajtuk, mert a megtámadott madarakon meglátszik, hogy ez a csapkodás kellemetlen nekik.
|  |  |

## Életmódja
Főként rovarokkal, férgekkel és pókokkal táplálkozik, de puhatestűeket, rákféléket, magvakat és leveleket is fogyaszt. A madaraknak több fajta hívó hangjuk van, a veszély-jelző hangtól kezdve a védekező hangon át, egészen az udvarlási hangig.

## Szaporodása
Félénk és ártalmatlan madarak nyáron és ősszel, de híresek merész fészeképítő szokásaikról: képesek bármilyen összefüggő sík területen megépíteni fészküket, akár parkokban, kertekben, iskolák udvarán vagy bevásárlóközpontok parkolójában. A nászidőszak téli napforduló után van. Ilyenkor költő pár minden idegentől védi a fészkét hangosan fütyülve, gyorsan és alacsonyan csapkodva a szárnyaival, és ha szükséges a lábával támad a betolakodóra. Ilyenkor a szárnya kézcsuklójánál levő feltűnő sárga kitüremkedésével támad az állatokra. Az ilyen incidenseknek leggyakrabban más madarak esnek áldozatul, de kutyákat és macskákat sem kímélnek. Ahogy nőnek a kicsik és elérik a kifejlett méretük 60%-át (kb. 2–3 hónap alatt) az ilyen agresszív megnyilvánulások egyre ritkábbak lesznek. Gyakran megsérül a szárnyuk az ilyen összecsapások során, de túlélik és röpképesek lesznek ahogy a szárnyuk meggyógyul. Szinte mindig párban láthatóak, hím és nőstény, de néha csoportosan is megfigyelhetjük, főleg táplálkozás közben a tengerpart mentén. A fiókák 6 hónap alatt érik el a kifejlett méretüket és általában még 1–2 évig a szüleikkel maradnak.
|  |  |

## Természetvédelmi helyzete
Az elterjedési területe rendkívül nagy, egyedszáma pedig növekszik. A Természetvédelmi Világszövetség Vörös listáján nem fenyegetett fajként szerepel.